# 작서의 변
작서의 변(灼鼠之變)은 조선 중종 대에 발생한 궁중 저주사건으로, 경빈 박씨와 복성군 모자가 사건의 범인으로 지목되어 폐서인되고 쫓겨난 사건이다. 1532년 유생 이종익(李宗翼)은 중종의 장녀인 효혜공주의 남편 김희가 아버지 김안로의 사주를 받아 작서의 변을 저질렀다고 주장했다.  하지만 조정에서 확실히 사실관계를 확인하지 않아서 미제 사건으로 남게 되었다. 당시 세자였던 인종의 탄원에 복성군(福城君)은 1541년(중종 36) 복권되었다.(『중종실록』 36년 11월 9일) 또한 혜순옹주와 혜정옹주, 두 옹주와 김인경도 신원되었다.(『중종실록』 36년 11월 9일)

## 개요
'작서(灼鼠)'란 '불에 탄(灼) 쥐(鼠)'를 의미한다. 불에 탄 쥐의 시체를 누군가가 세자(인종)의 동궁 북쪽 나무에 매달아 놓았음이 사건의 시작이었기 때문이다.

## 작서의 변

### 배경
중종의 후궁인 경빈 박씨(敬嬪 朴氏)는 중종의 맏아들인 복성군(福城君)을 낳아 총애를 받았다. 당시 왕비였던 장경왕후가 원자(인종)를 낳고 1주일만에 사망하자 경빈은 왕의 가장 많은 총애를 받는 후궁으로서 중전의 재목으로 거론되며 스스로도 중전의 자리에 오르기를 희망하였다.
하지만 정광필만은 경빈의 집안이 미천하고 장차 원자(인종)와 복성군 간의 왕위 쟁탈을 염려하며 반대하였다. 마침내 경빈의 뜻은 저지되고 중종은 문정왕후를 새로운 왕비로 책봉하였다.
당시 중종의 총애를 받던 경빈 박씨와 희빈 홍씨는 왕의 총애를 업고 사화에 관여하며 개입하였는데, 사림들은 이들의 행동을 왕의 성총을 흐리는 행동이라며 비난하였으며 사간원과 헌부의 대신들을 비롯하여 사관들 또한 이들을 성품을 노골적으로 비난하였다.

### 발단
1527년(중종 22년) 2월 25일, 당시 왕세자였던 인종의 12번째 생일날에 누군가가 죽은 쥐를 가져다 사지를 찢고 불에 지져 세자의 침실 밖에 매달아 놓았다. 이 일은 세자의 생일 당시에는 널리 알려지지 않았다. 사건 발생 한달이 지난 3월말에 세자의 외조부인 윤여필이 심정에게 이 사실을 말했고, 심정이 좌의정 이유청에게 알렸으며 이유청이 최종적으로 중종에게 아뢰어 사건의 주모자를 죄줄것을 청하면서 알려지게 되었다.
이에 의정부에서 범인을 즉시 색출할 것을 청하였고, 사헌부와 사간원에서도 세자궁을 저주한 자를 찾아 죄를 줄 것을 청하였다.

### 경과
사건 현장을 처음 목격한 중종의 또다른 후궁인 상궁 안씨(창빈 안씨)의 여종 내은덕(內隱德)을 시작으로, 세자궁의 시녀 은금(銀今)과 중월(仲月) 및 무수리 현비(玄非) 등이 공사를 받았다. 누군가가 쥐의 눈, 코, 입을 지지고 꼬리를 반쯤 자른 것을 세자궁 뿐만 아니라 대전 근방에도 두었는데, 왕실을 저주하는 주술 행위는 역모죄에 해당하는 중죄였다. 이 사건은 옥사로 확대되었고, 중종의 총애를 받던 귀인 홍씨(희빈 홍씨)와 경빈 박씨 또한 용의선상에 오르며 궁인들에게 거론되었다.
4월 14일, 자순대비(정현왕후)는 언문(한글)으로 교지를 내려 이 사건에 대한 자신의 감정과, 의구심이 드는 부분 등을 전하며 경빈 박씨가 자신이 의심받고 있는 상황에 불만을 갖고 욕지거리를 했으며, 경빈의 둘째 딸인 혜순옹주의 계집종들이 인형을 만들어 '쥐를 지진 일을 발설하면 이렇게 죽이겠다' 하며 인형을 참수하는 흉내를 내며 저주하였다는 얘기를 전했다.
이에 경빈 박씨와 혜순옹주의 계집종들을 붙잡아 6번이나 형신을 가했으나 모두 자복하지 않았다. 대간과 삼사가 계속 경빈 박씨와 복성군에게 죄를 주고 내쫓으라고 주청하자 4월 21일 중종은 박씨를 폐서인하기로 결정했다.  이때 승정원이 교지를 작성하기로 했는데, 박씨가 범인이라고 자복한 사람이 아무도 없었기 때문에 작성하기를 힘들어하여, 중종에게 지침을 내려달라고 했다. 이때 중종은 '대비께서 경빈이 의심스럽다는 글을 내리셨으니 그에 의지하라'며 슬쩍 책임을 대비에게 돌렸다. 4월 23일, 정현왕후는 중종에게 비망기를 내려 '내가 비록 경빈을 의심하긴 했어도 범인으로 확정지은 것은 아니다' 하였다. 이날 대간이 합사하여 경빈을 내쫓을 것을 열한 번이나 아뢰었으나 중종은 경빈에게 죄를 줄 수 없다고 말하였다.

### 결과
4월 26일, 중종은 마침내 경빈 박씨와 아들 복성군을 폐하여 서인으로 강등하고 경상도 상주로 추방하였으며, 경빈의 아버지를 비롯한 인척들 역시 파직되었다.  작서의 변 사건 때 혜순옹주의 계집종들이 문초를 받았고,(『중종실록』 22년 4월 15일) 혜정옹주의 남편인 홍려는 이 사건으로 신문을 받던 중 고문을 이기지 못하고 사망하였다.(『중종실록』 28년 5월 26일),(『중종실록』 28년 5월 26일),(『중종실록』 28년 5월 26일) 
이어 혜순옹주와 혜정옹주는 작서의 변으로 어머니 경빈 박씨와 오빠 복성군이 사사됨과 함께 폐서인되었으며, 혜순옹주의 남편 김인경 또한 이 사건에 연루되어 변방으로 유배를 갔다.(『중종실록』 28년 5월 26일) 이후 1541년(중종 36) 
하지만 이후 이 사건의 주모자가 경빈 박씨(敬嬪 朴氏)와 복성군(福城君)이 아니었음이 밝혀지며 복성군(福城君)은 1541년(중종 36) 복권되었다.(『중종실록』 36년 11월 9일) 사건의 주모자가 밝혀지면서 두 옹주와 김인경은 신원되었다.(『중종실록』 36년 11월 9일)

## 가작인두의 변
1533년(중종 28년), 동궁(東宮)의 빈청 남쪽 바자(把子) 위에 사람의 머리 모양을 한 물건이 발견되었다. 이 형상에 누군가가 머리카락을 붙이고 이목구비등을 새겨 목패에 단 다음, 목패에 '세자의 몸을 능지할 것', '세자 부주(父主)의 몸을 교살할 것', '중궁(中宮)을 참(斬)할 것' 과 같은 내용을 적어놓았는데, 이 저주 사건으로 인해 6년전 폐출된 복성군 모자와 혜정옹주의 남편인 당성위(唐城尉) 홍려(洪礪)가 연루되었다.
5월 23일, 대간의 탄핵을 받아 경빈 박씨가 마침내 사사되었다.

이후 홍문관과 시강원, 대간의 대신들이 복성군과 혜정옹주의 남편인 당성위 홍려의 사사를 요구하였으나 중종은 강하게 거부하였다. 반복된 주청 끝에 복성군은 결국 사사되었으며, 두 옹주 역시 옹주의 작호를 박탈당하고 폐서인되었다. 조선 역사상 재위 중의 국왕이 아들을 죽인 최초의 사례이기도 하다. 혜순옹주의 남편인 광천위 김인경은 유배되었고, 혜정옹주의 남편인 당성위 홍려는 모진 고문 끝에 사망하였다.
 
왕이 전교하였다.
"미(嵋, 복성군)에게는 사약을 내려라.
 두 옹주(혜순옹주 · 혜정옹주)는 폐서인하고, 김인경은 먼 변방에 귀양보내라.
 박수림 · 박인형 · 홍서주도 먼 곳으로 귀양보내고, 홍숙은 고신을 죄다 추탈하라.
 이항에게는 사약(死藥)을 내리고, 정광필은 체직하라."

【미(嵋, 복성군)에게 사약을 내릴 적에 상(중종)이 슬픈 마음으로 정원에 전교하였는데,
 이 전교를 들은 사람은 오열하지 않는 이가 없었다.
 전교는 다음과 같다.
"미(복성군)가 어느 곳에서 죽느냐! 그가 죄 때문에 죽기는 하지만 바로 나의 골육이다.
 시체나마 길에 버려지지 않게 거두어 주어야 하겠으니,
 그의 관(棺)을 상주(尙州)로 실어보내도록 하라.
 이 뜻을 감사(監司)에게 하유하고, 지금 가는 도사(都事)에게도 아울러 이르라.
 그리하여 연로(沿路)의 각 고을로 하여금 역군(役軍)을 내어 호송하게 하라."】— 《중종실록》 74권,
중종 28년(1533년 명 가정(嘉靖) 12년) 5월 26일(무진)

가작인두의 변이 일어나기 1년 전인 1532년, 유생 이종익(李宗翼)은 작서의 변은  인종의 누나인 효혜공주의 남편 연성위(延城尉) 김희(金禧)와 김희의 아버지인 김안로가 꾸민 일이라고 주장했지만, 조정이 사실 여부를 확인하진 않았다. 이후 인종은 중종에게 '박씨가 범죄를 저질렀더라도 미(복성군)가 연루되진 않았을 것'이라고 주장하며 복성군의 작호와 신분을 신원해달라고 청하였다. 이후 복성군은 물론 폐출된 두 옹주의 신분도 신원되었으나,  경빈 박씨가 작서의 변의 진범이 아니라고 공적으로 확인하지는 않았다. 다만 억울하게 죽었다고 암묵으로 수긍한 것 같다.

## 평가
《중종실록》의 사관은 중종과 경빈 박씨, 작서의 변과 중종의 치세를 다음과 같이 평가하였다.
 
경빈은 성품이 공손하지도 않고 만족할 줄도 몰라서 사랑을 얻으려는 술책만 힘썼다.
은총을 믿고 멋대로 방자하게 구는가 하면 분수에 넘친 마음을 품고
뇌물을 널리 긁어들였으므로 간청(干請)하는 사람이 구름처럼 몰려 들었다.
그러고도 전혀 경계할 줄을 모르다가 이런 화를 저지른 것이다.
그러나 시론(時論)은 박씨만의 죄가 아니라 역시 임금이 지나치게 총애한 소치라고 했다.
 — 《중종실록》 58권,
중종 22년(1527년 명 가정(嘉靖) 6년) 4월 26일 (임신)

사신은 논한다.
미(嵋, 복성군)가 작서의 변이나 목패를 매단 모의에 간섭하고 참여하였다면
종묘 사직에 관계되는 죄이므로 드러내어 처형해도 애석할 것이 없겠다.
그러나 간흉의 무리들이 거짓 공론을 빙자하여 군부를 협박,
임금이 사랑하는 아들을 죽이면서도 조정으로 하여금 감히 입을 열지 못하게 했다.
 — 《중종실록》 74권,
중종 28년(1533년 명 가정(嘉靖) 12년) 5월 26일(무진)

사신은 논한다.
상(중종)은 인자하고 유순한 면은 남음이 있었으나 결단성이 부족하여
비록 일을 할 뜻은 있었으나 일을 한 실상이 없었다.
좋아하고 싫어함이 분명하지 않고
어진 사람과 간사한 무리를 뒤섞어 등용했기 때문에
재위 40년 동안에 다스려진 때는 적었고 혼란한 때가 많아
끝내 소강(小康)의 효과도 보지 못했으니 슬프다.

사신은 논한다.
인자하고 공검한 것은 천성에서 나왔으나 우유부단하여 아랫사람들에게 이끌려
견성군(甄城君)을 죽여 형제간의 우애가 이지러졌고,
신비(愼妃, 단경왕후)를 내치고 박빈(朴嬪, 경빈 박씨)을 죽여 부부의 정이 없어졌으며
복성군(福城君)과 당성위(唐城尉)를 죽여 부자간의 은의(恩義)가 어그러졌고,
대신을 많이 죽이고 주륙(誅戮)이 잇달아 군신의 은의가 야박해졌으니 애석하다.

— 《중종실록》 105권,
중종 39년(1544년 명 가정(嘉靖) 23년) 11월 15일 (경술)

## 같이 보기
- 중종
- 경빈 박씨
- 복성군
- 혜정옹주
- 혜순옹주
- 인종
- 김안로
- 김희
- 정현왕후
- 문정왕후
- 희빈 홍씨
- 세자 관련 저주 사건
  - 강빈옥사 (姜嬪獄事)
  - 신생의 옥 (辛生의 獄)